# Lycostomus praeustus
Lycostomus praeustus là một loài bọ cánh cứng trong họ Lycidae. Loài này được Fabricius miêu tả khoa học năm 1792.